# Hemicyclops livingstoni
Hemicyclops livingstoni is een eenoogkreeftjessoort uit de familie van de Clausidiidae. De wetenschappelijke naam van de soort is voor het eerst geldig gepubliceerd in 1894 door T. Scott.